# L'ultimo dei grandi re
L'ultimo dei grandi re (The Last of the High Kings) è un film del 1996 diretto da David Keating tratto da un romanzo di Ferdia Mac Anna. La pellicola è stata distribuita nel Regno Unito il 6 dicembre 1996 ed è stata trasmessa in Italia dal canale digitale terrestre del gruppo Mediaset, Iris.

## Trama
Siamo nel 1977 a Dublino, Frankie Griffin attende con ansia i risultati dei suoi esami finali, trascorrendo l'estate organizzando un beach party e pensando alle ragazze. Alla fine dell'estate riceverà i risultati degli esami e sarà cresciuto caratterialmente.

## Distribuzione del film
Il film è uscito in madre patria il 6 dicembre 1996 mentre in altri paesi in un arco di tempo andante dal 1996 al 2001.
| Date di distribuzione internazionali | Date di distribuzione internazionali | Date di distribuzione internazionali |
| Paese                                | Titolo film                          | Date                                 |
| ------------------------------------ | ------------------------------------ | ------------------------------------ |
| Regno Unito                          | The Last of the High Kings           | 6 dicembre 1996                      |
| Germania                             | The Last of the High Kings           | 16 ottobre 1997                      |
| Australia                            | The Last of the High Kings           | 6 novembre 1997                      |
| Finlandia                            | Viimeinen kuuma kesä                 | 5 dicembre 1997                      |
| Stati Uniti                          | Summer Fling                         | 10 aprile 1998                       |
| Polonia                              | The Last of the High Kings           | 24 luglio 1998                       |
| Norvegia                             | The Last of the High Kings           | 5 agosto 1998                        |
| Argentina                            | Fiesta de verano                     | 18 maggio 1998                       |
| Spagna                               | El Año que murió Elvis               | 20 agosto 1999                       |
| Singapore                            | The Last of the High Kings           | 16 ottobre 1999                      |
| Ungheria                             | The Last of the High Kings           | 10 gennaio 2001                      |
| Francia                              | Dernier des grands rois              | 14 novembre 2001                     |